# Parafia bł. Stefana Wyszyńskiego w Skórzewie
Parafia błogosławionego Stefana Wyszyńskiego – rzymskokatolicka parafia znajdująca się we wsi Skórzewo, w gminie Dopiewo, w powiecie poznańskim. Należy do dekanatu komornickiego. Erygowana z dniem 28 listopada 2021 roku przez arcybiskupa poznańskiego Stanisława Gądeckiego.
7 sierpnia 2022 roku nastąpiło uroczyste przekazanie parafii paulinom.